# Laciniaria
Laciniaria är ett släkte av snäckor som beskrevs av W. Hartmann 1842. Laciniaria ingår i familjen spolsnäckor.
Släktet innehåller bara arten Laciniaria plicata.